# Brongniartia tenuifolia
Brongniartia tenuifolia är en ärtväxtart som beskrevs av Paul Carpenter Standley. Brongniartia tenuifolia ingår i släktet Brongniartia och familjen ärtväxter. Inga underarter finns listade i Catalogue of Life.